# Mónica Troadello
Mónica Rosa Troadello (Ciudad de Mendoza, 4 de mayo de 1955) es una abogada y política argentina del Partido Justicialista, que se desempeñó como senadora nacional por la provincia de Mendoza entre 2007 y 2009.

## Biografía
Nacida en 1955 en la Ciudad de Mendoza, estudió derecho en la Universidad Nacional del Litoral, graduándose en 1980. Se desempeñó como asesora legal en la Municipalidad de Godoy Cruz, en la Administración de Parques y Zoológicos y en el Departamento General de Irrigación de la provincia de Mendoza desde 1997.
Fue vicepresidenta del Partido Justicialista (PJ) de Mendoza. Seguidora de José Octavio Bordón, comenzó a militar activamente dentro del peronismo acompañando a Carlos Abihaggle, quien fuera precandidato a la gobernación mendocina.
Asumió como senadora nacional por la provincia de Mendoza en 2007 para completar el mandato de Celso Jaque, quien había asumido como gobernador, integrando el bloque del PJ-Frente para la Victoria. Troadello había sido candidata a senadora suplente en la lista justicialista en las elecciones legislativas de 2003. En el Senado integró la comisión de Sistemas, Medios de Comunicación y Libertad de Expresión.
En 2008 votó a favor del proyecto de Ley de Retenciones y Creación del Fondo de Redistribución Social. Un año después votó a favor de la Ley de Servicios de Comunicación Audiovisual, aunque inicialmente se había mostrado crítica a algunos artículos de la ley, pidiendo modificaciones al proyecto.
Tras dejar su banca, en abril de 2010 fue designada representante de Argentina ante el Comité Intergubernamental Coordinador de los Países de la Cuenca del Plata, con rango de embajadora.